# CMYKTV
CMYKTV (syftar på CMYK) är ett TV-program som sändes på Öppna Kanalen i Göteborg.
Programmet brukade vara en timme långt och sändas på fredagkvällar. Innehållet var videofilmer av varierande längd, innehåll och professionalism. Programledare var Virgil Dejarv och Björn Hellström. 
För närvarande (2005) görs inga sändningar. Programmet väntas återkomma senare i någon form.